# Dubai Tennis Championships
Dubai Tennis Championships — щорічний професійний тенісний турнір. Проводиться на хардових кортах у Дубай, ОАЕ.

## Фінали

### Чоловіки. Одиночний розряд

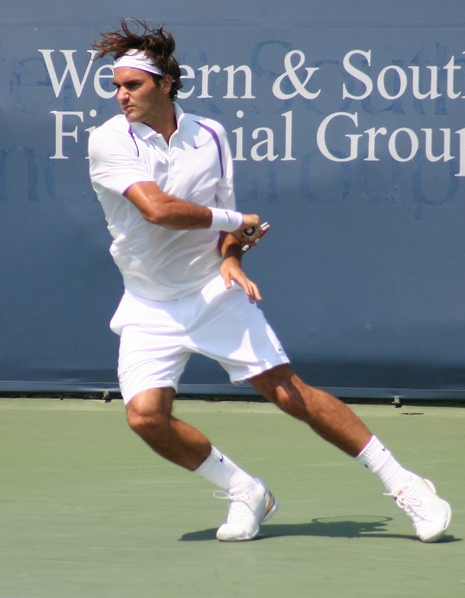
Роджер Федерер (переможець у 2003–05, 2007, 2012, 2014–15 роках, фіналіст у 2006, 2011 роках) утримує всі рекорди в Дубаї, найбільше титулів (сім), найбільше фіналів (дев'ять) і найбільше титулів підряд (три).

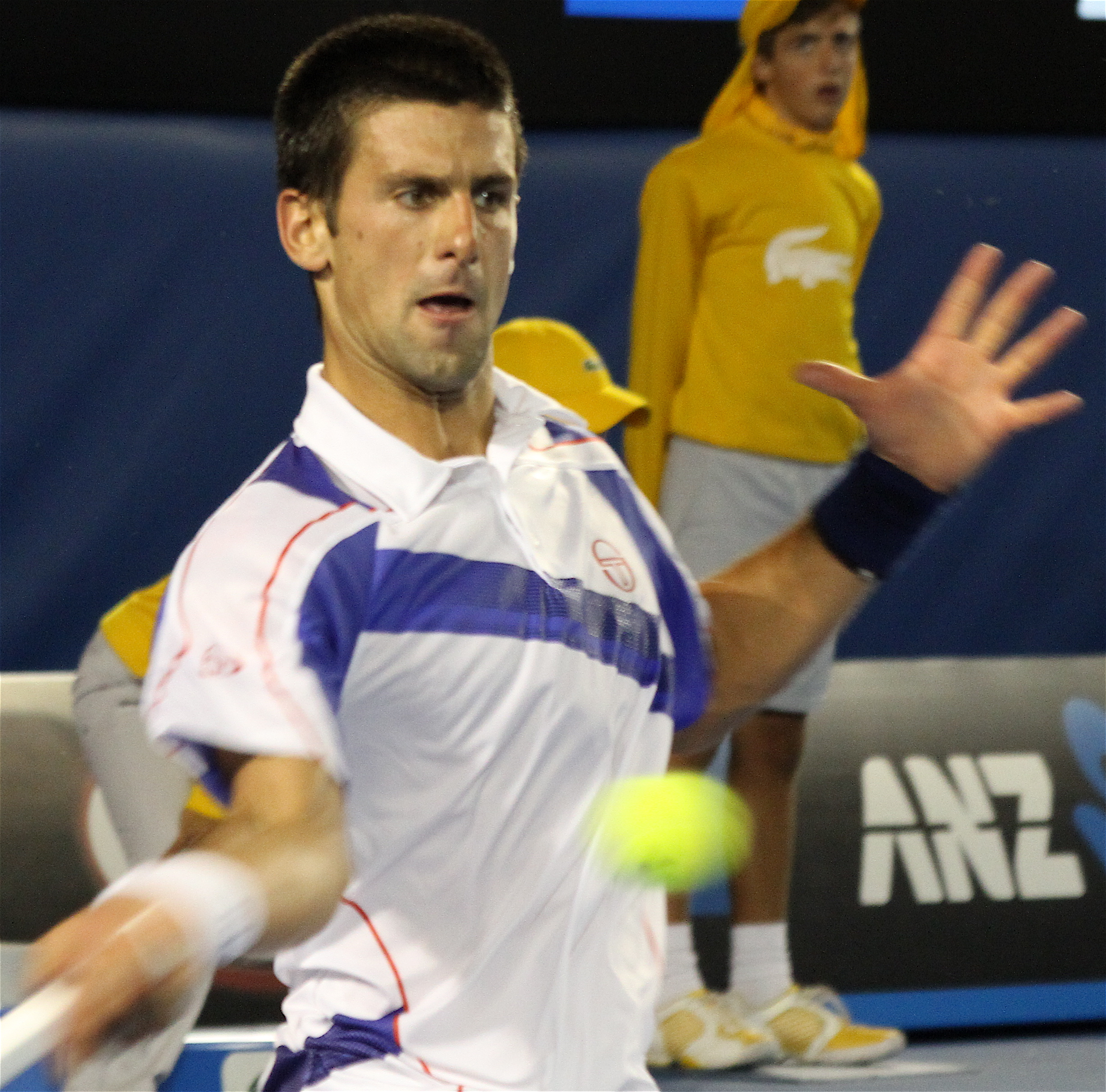
Новак Джокович (переможець у 2009–11, 2013 роках, фіналіст 2015 року) поділяє з Федерером рекорд за найбільшою кількістю титулів підряд (три).

| Рік  | Чемпіон               | Фіналіст            | Рахунок             |
| ---- | --------------------- | ------------------- | ------------------- |
| 1993 | Карел Новачек         | Фабріс Санторо      | 6–4, 7–5            |
| 1994 | Магнус Густафссон     | Серхі Бругера       | 6–4, 6–2            |
| 1995 | Вейн Феррейра         | Андреа Гауденці     | 6–3, 6–3            |
| 1996 | Горан Іванишевич      | Альберт Коста       | 6–4, 6–3            |
| 1997 | Томас Мустер          | Горан Іванишевич    | 7–5, 7–6(7–3)       |
| 1998 | Алекс Корретха        | Фелікс Мантілья     | 7–6(7–0), 6–1       |
| 1999 | Жером Гольмар         | Ніколас Кіфер       | 6–4, 6–2            |
| 2000 | Ніколас Кіфер         | Хуан Карлос Ферреро | 7–5, 4–6, 6–3       |
| 2001 | Хуан Карлос Ферреро   | Марат Сафін         | 6–2, 3–1 знявся     |
| 2002 | Фабріс Санторо        | Юнес Ель-Айнауї     | 6–4, 3–6, 6–3       |
| 2003 | Роджер Федерер        | Їржі Новак          | 6–1, 7–6(7–2)       |
| 2004 | Роджер Федерер        | Фелісіано Лопес     | 4–6, 6–1, 6–2       |
| 2005 | Роджер Федерер        | Іван Любичич        | 6–1, 6–7(6–8), 6–3  |
| 2006 | Рафаель Надаль        | Роджер Федерер      | 2–6, 6–4, 6–4       |
| 2007 | Роджер Федерер        | Михайло Южний       | 6–4, 6–3            |
| 2008 | Енді Роддік           | Фелісіано Лопес     | 6–7(8–10), 6–4, 6–2 |
| 2009 | Новак Джокович        | Давид Феррер        | 7–5, 6–3            |
| 2010 | Новак Джокович        | Михайло Южний       | 7–5, 5–7, 6–3       |
| 2011 | Новак Джокович        | Роджер Федерер      | 6–3, 6–3            |
| 2012 | Роджер Федерер        | Енді Маррей         | 7–5, 6–4            |
| 2013 | Новак Джокович        | Томаш Бердих        | 7–5, 6–3            |
| 2014 | Роджер Федерер        | Томаш Бердих        | 3–6, 6–4, 6–3       |
| 2015 | Роджер Федерер        | Новак Джокович      | 6–3, 7–5            |
| 2016 | Стен Вавринка         | Маркос Багдатіс     | 6–4, 7–6(15–13)     |
| 2017 | Енді Маррей           | Фернандо Вердаско   | 6–3, 6–2            |
| 2018 | Роберто Баутіста Аґут | Люка Пуй            | 6–3, 6–4            |
| 2019 | Роджер Федерер (8)    | Стефанос Ціціпас    | 6–4, 6–4            |
| 2020 | Новак Джокович (5)    | Стефанос Ціціпас    | 6–3, 6–4            |
| 2021 | Аслан Карацев         | Ллойд Гарріс        | 6–3, 6–2            |
| 2022 | Андрій Рубльов        | Їржі Веселий        | 6–3, 6–4            |
| 2023 | Данило Медведєв       | Андрій Рубльов      | 6–2, 6–2            |
| 2024 | Уго Юмбер             | Олександр Бублик    | 6–4, 6–3            |
| 2025 | Стефанос Ціціпас      | Фелікс Оже-Аліассім | 6–3, 6–3            |

### Жінки, одиночний розряд
| ↓ Турнір WTA II категорії ↓        |                    |                      |                    |
| 2001                               | Мартіна Хінгіс     | Наталі Тозья         | 6–4, 6–4           |
| 2002                               | Амелі Моресмо      | Сандрін Тестю        | 6–4, 7–6(3)        |
| 2003                               | Жустін Енен-Арденн | Моніка Селеш         | 4–6, 7–6(4), 7–5   |
| 2004                               | Жустін Енен-Арденн | Світлана Кузнецова   | 7–6(3), 6–3        |
| 2005                               | Ліндсі Девенпорт   | Єлена Янкович        | 6–4, 3–6, 6–4      |
| 2006                               | Жустін Енен-Арденн | Марія Шарапова       | 7–5, 6–2           |
| 2007                               | Жустін Енен-Арденн | Амелі Моресмо        | 6–4, 7–5           |
| 2008                               | Олена Дементьєва   | Світлана Кузнецова   | 4–6, 6–3, 6–2      |
| ↓ Прем'єр турнір WTA з чільних 5 ↓ |                    |                      |                    |
| 2009                               | Вінус Вільямс      | Віржіні Раззано      | 6–4, 6–2           |
| 2010                               | Вінус Вільямс      | Вікторія Азаренко    | 6–3, 7–5           |
| 2011                               | Каролін Возняцкі   | Світлана Кузнецова   | 6–1, 6–3           |
| ↓ Прем'єр турнір WTA ↓             |                    |                      |                    |
| 2012                               | Агнешка Радванська | Юлія Ґерґес          | 7–5, 6–4           |
| 2013                               | Петра Квітова      | Сара Еррані          | 6–2, 1–6, 6–1      |
| 2014                               | Вінус Вільямс (3)  | Алізе Корне          | 6–3, 6–0           |
| ↓ Прем'єр турнір WTA з чільних 5 ↓ |                    |                      |                    |
| 2015                               | Симона Халеп       | Кароліна Плішкова    | 6–4, 7–6(7–4)      |
| ↓ Прем'єр турнір WTA ↓             |                    |                      |                    |
| 2016                               | Сара Еррані        | Барбора Стрицова     | 6–0, 6–2           |
| ↓ Прем'єр турнір WTA з чільних 5 ↓ |                    |                      |                    |
| 2017                               | Еліна Світоліна    | Каролін Возняцкі     | 6-4, 6-2           |
| ↓ Прем'єр турнір WTA ↓             |                    |                      |                    |
| 2018                               | Еліна Світоліна    | Дарія Касаткіна      | 6-4, 6-0           |
| ↓ Прем'єр турнір WTA з чільних 5 ↓ |                    |                      |                    |
| 2019                               | Белінда Бенчич     | Петра Квітова        | 6–3, 1–6, 6–2      |
| ↓ Турніри WTA Premier ↓            |                    |                      |                    |
| 2020                               | Сімона Халеп (2)   | Олена Рибакіна       | 3–6, 6–3, 7–6(7–5) |
| ↓ Турніри WTA 1000 ↓               |                    |                      |                    |
| 2021                               | Гарбінє Мугуруса   | Барбора Крейчикова   | 7–6(8–6), 6–3      |
| ↓ Турніри WTA 500 ↓                |                    |                      |                    |
| 2022                               | Олена Остапенко    | Вероніка Кудерметова | 6–0, 6–4           |
| ↓ Турніри WTA 1000 ↓               |                    |                      |                    |
| 2023                               | Барбора Крейчикова | Іга Свьонтек         | 6–4, 6–2           |
| 2024                               | Жасмін Паоліні     | Ганна Калінська      | 4–6, 7–5, 7–5      |
| 2025                               | Мірра Андрєєва     | Клара Таусон         | 7–6(7–2), 6–1      |

### Парний розряд. Чоловіки

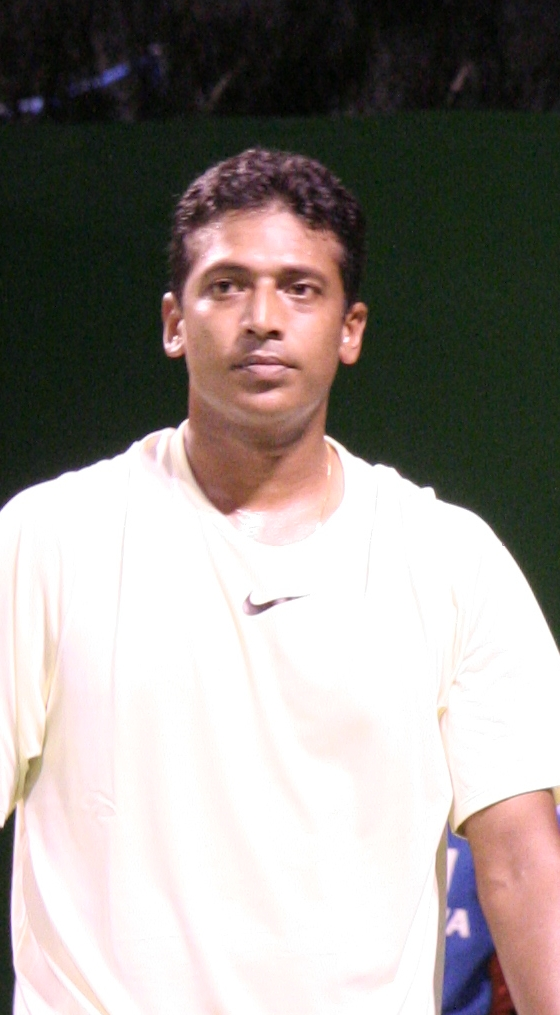
Магеш Бгупаті (1998, 2004, 2008, 2012–13) виграв п'ять титулів у парному розряді, кожного разу з різним партнером.

| Рік  | Чемпіони                           | Фіналісти                             | Рахунок                 |
| ---- | ---------------------------------- | ------------------------------------- | ----------------------- |
| 1993 | Джон Фіцджеральд Андерс Яррід      | Грант Коннелл Патрік Гелбрайт         | 6–2, 6–1                |
| 1994 | Тодд Вудбрідж Марк Вудфорд         | Даррен Кейгілл Джон Фіцджеральд       | 6–7, 6–4, 6–2           |
| 1995 | Грант Коннелл Патрік Гелбрайт      | Томас Карбонелл Франсіско Ройг        | 6–2, 4–6, 6–3           |
| 1996 | Грант Коннелл Байрон Блек          | Карел Новачек Їржі Новак              | 6–0, 6–1                |
| 1997 | Сандер Гройн Горан Іванишевич      | Сендон Столл Цирил Сук                | 7–6, 6–3                |
| 1998 | Магеш Бгупаті Леандер Паес         | Доналд Джонсон Франсіско Монтана      | 6–2, 7–5                |
| 1999 | Вейн Блек Сендон Столл             | David Adams Джон-Лаффньє де Ягер      | 4–6, 6–1, 6–4           |
| 2000 | Їржі Новак Давід Рікл              | Роббі Куніґ Петер Трамаккі            | 6–2, 7–5                |
| 2001 | Джошуа Ігл Сендон Столл            | Деніел Нестор Ненад Зімоньїч          | 6–4, 6–4                |
| 2002 | Марк Ноулз Деніел Нестор           | Джошуа Ігл Сендон Столл               | 3–6, 6–3, [13–11]       |
| 2003 | Леандер Паес Давід Рікл            | Вейн Блек Кевін Ульєтт                | 6–3, 6–0                |
| 2004 | Магеш Бгупаті Фабріс Санторо       | Йонас Бйоркман Леандер Паес           | 6–2, 4–6, 6–4           |
| 2005 | Мартін Дамм Радек Штепанек         | Йонас Бйоркман Фабріс Санторо         | 6–2, 6–4                |
| 2006 | Пол Генлі Кевін Ульєтт             | Марк Ноулз Деніел Нестор              | 1–6, 6–2, [10–1]        |
| 2007 | Фабріс Санторо Ненад Зімоньїч      | Магеш Бгупаті Радек Штепанек          | 7–5, 6–7(3–7), [10–7]   |
| 2008 | Магеш Бгупаті Марк Ноулз           | Мартін Дамм Павел Візнер              | 7–5, 7–6(9–7)           |
| 2009 | Рік де Вуст Дмитро Турсунов        | Мартін Дамм Роберт Ліндстедт          | 4–6, 6–3, [10–5]        |
| 2010 | Сімон Аспелін Пол Генлі            | Лукаш Длуги Леандер Паес              | 6–2, 6–3                |
| 2011 | Сергій Стаховський Михайло Южний   | Жеремі Шарді Фелісіано Лопес          | 4–6, 6–3, [10–3]        |
| 2012 | Магеш Бгупаті Роган Бопанна        | Маріуш Фирстенберг Марцін Матковський | 6–4, 3–6, [10–5]        |
| 2013 | Магеш Бгупаті Мікаель Льодра       | Роберт Ліндстедт Ненад Зімоньїч       | 7–6(8–6), 7–6(8–6)      |
| 2014 | Роган Бопанна Айсам-уль-Хак Куреші | Деніел Нестор Ненад Зімоньїч          | 6–4, 6–3                |
| 2015 | Роган Бопанна Деніел Нестор        | Айсам-уль-Хак Куреші Ненад Зімоньїч   | 6–4, 6–1                |
| 2016 | Сімоне Болеллі Андреас Сеппі       | Фелісіано Лопес Марк Лопес            | 6–2, 3–6, [14–12]       |
| 2017 | Жан-Жульєн Роєр Горія Текеу        | Роган Бопанна Марцін Матковський      | 4–6, 6–3, [10–3]        |
| 2018 | Жан-Жульєн Роєр Горія Текеу        | Джеймс Серретані Леандер Паес         | 6–2, 7–6(7–2)           |
| 2019 | Ражів Рам Джо Солсбері             | Бен Маклахлан Ян-Леннард Штруфф       | 7–6(7–4), 6–3           |
| 2020 | Джон Пірс (тенісист) Майкл Вінус   | Равен Класен Олівер Марах             | 6–3, 6–2                |
| 2021 | Хуан Себастьян Кабаль Роберт Фара  | Нікола Мектич Мате Павич              | 7–6(7–0), 7–6(7–4)      |
| 2022 | Тім Пюц Майкл Вінус                | Нікола Мектич Мате Павич              | 6–3, 6–7(5–7), [16–14]  |
| 2023 | Максім Крессі Фабріс Мартен        | Ллойд Ґласспул Харрі Хеліовара        | 7–6(7–2), 6–4           |
| 2024 | Таллон Ґрікспор Ян-Леннард Штруфф  | Іван Додіг Остін Крайчек              | 6–4, 4–6, [10–6]        |
| 2025 | Юкі Бхамбрі Олексій Попурін        | Гаррі Геліоваара Генрі Петтен         | 3–6, 7–6(14–12), [10–8] |

### Жінки, парний розряд
| ↓ Турнір WTA II категорії ↓        |                                                   |                                       |                       |
| 2001                               | Яюк Басукі Каролін Віс                            | Оса Свенссон Каріна Габшудова         | 6–0, 4–6, 6–2         |
| 2002                               | Барбара Ріттнер Марія Венто-Кабчі                 | Сандрін Тестю Роберта Вінчі           | 6–3, 6–2              |
| 2003                               | Світлана Кузнецова Мартіна Навратілова            | Кара Блек Олена Лиховцева             | 6–3, 7–6              |
| 2004                               | Жанетт Гусарова Кончіта Мартінес                  | Світлана Кузнецова Олена Лиховцева    | 6–0, 1–6, 6–3         |
| 2005                               | Вірхінія Руано Паскуаль Паола Суарес              | Світлана Кузнецова Алісія Молік       | 6–7, 6–2, 6–1         |
| 2006                               | Квета Пешке Франческа Ск'явоне                    | Світлана Кузнецова Надія Петрова      | 3–6, 7–6, 6–3         |
| 2007                               | Кара Блек Лізель Губер                            | Світлана Кузнецова Алісія Молік       | 7–6, 6–4              |
| 2008                               | Кара Блек Лізель Губер                            | Чжен Цзє Янь Цзи                      | 7–5, 6–2              |
| ↓ Прем'єр турнір WTA, чільні 5 ↓   |                                                   |                                       |                       |
| 2009                               | Кара Блек Лізель Губер                            | Марія Кириленко Агнешка Радванська    | 6–3, 6–3              |
| 2010                               | Нурія Льягостера Вівес Марія Хосе Мартінес Санчес | Квета Пешке Катарина Среботнік        | 7–6(5), 6–4           |
| 2011                               | Лізель Губер Марія Хосе Мартінес Санчес           | Квета Пешке Катарина Среботнік        | 7–6(5), 6–3           |
| ↓ Прем'єр турнір WTA ↓             |                                                   |                                       |                       |
| 2012                               | Лізель Губер Ліза Реймонд                         | Саня Мірза Олена Весніна              | 6–2, 6–1              |
| 2013                               | Бетані Маттек-Сендс Саня Мірза                    | Надія Петрова Катарина Среботнік      | 6–4, 2–6, [10–7]      |
| 2014                               | Алла Кудрявцева Анастасія Родіонова               | Ракель Копс-Джонс Абігейл Спірс       | 6–2, 5–7, [10–8]      |
| ↓ Прем'єр турнір WTA з чільних 5 ↓ |                                                   |                                       |                       |
| 2015                               | Тімеа Бабош Крістіна Младенович                   | Гарбінє Мугуруса Карла Суарес Наварро | 6–3, 6–2              |
| ↓ Прем'єр турнір WTA ↓             |                                                   |                                       |                       |
| 2016                               | Чжуан Цзяжун Дарія Юрак                           | Каролін Гарсія Крістіна Младенович    | 6–4, 6–4              |
| ↓ Прем'єр турнір WTA з чільних 5 ↓ |                                                   |                                       |                       |
| 2017                               | Катерина Макарова Олена Весніна                   | Андреа Главачкова Пен Шуай            | 6–2, 4–6, [10–7]      |
| ↓ Прем'єр турнір WTA ↓             |                                                   |                                       |                       |
| 2018                               | Чжань Хаоцін Ян Чжаосюань                         | Сє Шувей Пен Шуай                     | 4–6, 6–2, [10–6]      |
| ↓ Прем'єр турнір WTA з чільних 5 ↓ |                                                   |                                       |                       |
| 2019                               | Сє Шувей Барбора Стрицова                         | Луціє Градецька Катерина Макарова     | 6–4, 6–4              |
| ↓ Турніри WTA Premier ↓            |                                                   |                                       |                       |
| 2020                               | Сє Шувей (2) Барбора Стрицова (2)                 | Барбора Крейчикова Чжен Сайсай        | 7–5, 3–6, [10–5]      |
| ↓ Турніри WTA Premier ↓            |                                                   |                                       |                       |
| 2021                               | Алекса Гуарачі Дарія Юрак (2)                     | Сюй Їфань Ян Чжаосюань                | 6–0, 6–3              |
| ↓ Турніри WTA 500 ↓                |                                                   |                                       |                       |
| 2022                               | Вероніка Кудерметова Елісе Мертенс                | Людмила Кіченок Олена Остапенко       | 6–1, 6–3              |
| ↓ Турніри WTA 1000 ↓               |                                                   |                                       |                       |
| 2023                               | Вероніка Кудерметова (2) Людмила Самсонова        | Чжань Хаоцін Латіша Чжань             | 6–4, 6–7(4–7), [10–1] |
| 2024                               | Сторм Гантер Катержина Сінякова                   | Ніколь Меліхар Еллен Перес            | 6–4, 6–2              |
| 2025                               | Катержина Сінякова (2) Тейлор Таунсенд            | Сє Шувей Олена Остапенко              | 7–6(7–5), 6–4         |